# Carnevale di Termini Imerese
Il carnevale di Termini Imerese o carnevale termitano è una manifestazione del carnevale di Sicilia che si svolge a Termini Imerese in provincia di Palermo, e può inserirsi a gran voce negli elenchi dei carnevali più antichi d’Italia. Come per la festa di Mastro di Campo, una pantomima che si svolge a Mezzojuso ogni anno, nell’ultima domenica di Carnevale, anche la manifestazione carnascialesca di Termini Imerese è l’erede diretta del Carnevale di Palermo, quest’ultima manifestazione, celebrata un tempo nel capoluogo siciliano sin dal XVI secolo, e da alcuni anni a questa parte riscoperta.

## Storia
Il carnevale termitano è documentato sin dal 1876. Tale data, si ricava da una ricevuta di pagamento rilasciata dalla Società del Carnovale di Termini Imerese che si trova conservata nella collezione privata di Francesco La Mantia. La ricevuta documenta l'esistenza di un'associazione per la promozione del carnevale di Termini Imerese sin dal terzultimo decennio del XIX secolo. La ricevuta fu rilasciata a Giuseppe Patiri, paletnologo e studioso di demopsicologia (tradizioni popolari). Il documento fu scoperto durante la ricerca storica sul carnevale di Termini Imerese, grazie all'intuito del dott. Giuseppe Longo, studioso di storia locale. Il certificato fu presentato per la prima volta al pubblico 11 febbraio 1998 in occasione della mostra "Un Carnevale Antico" curata dal Longo, essendo auspici della manifestazione il presidente della Pro Loco Gaetano Schifano e l'Assessore alla Cultura del Comune di Termini Imerese professoressa Rosa Maria Dentici Buccellato. L'esposizione, comprendente i filmati e fotografie d'epoca, ricostruì soprattutto gli avvenimenti del carnevale di Termini Imerese dal 1950 al 1990 e fu allestita ed inaugurata presso il Circolo Margherita di Termini Imerese. La sfilata di carri allegorici ha avuto maggiore sviluppo soprattutto dagli anni '50, supportata da una lunga serie di maestri ed appassionati cultori dell'arte della cartapesta. Il giorno 11 febbraio del 2011 è sorta ufficialmente per opera del suo Presidente, Emanuele Caruana, la Società del Carnovale che si prefigge di promuovere su basi moderne, senza dimenticare la tradizione, il Carnevale di Termini Imerese. Un altro documento attestante il carnevale a Termini Imerese nel XIX secolo è quello in possesso del prof. Salvatore Mantia: è datato 21 febbraio 1882; ecco il testo:
Termini li 12 febbraio 1882
Il nostro Procuratore del Monte di
Pietà Signor Agostino Quattrocchi pagherà
A titolo di elemosina al Signor Francesco Gallegra
Lire due per le feste del Carnevale nella
Quale somma và compresa la mesata del
Corrente mese di Febbraio.
Il Governatore
[Firma illeggibile]
Ho ricevuto la detta somma di Lire due
Francesco Gallegra
Un altro avvenimento importante che ha contrassegnato la storia del Carnevale Termitano è stato l'emissione da parte di Poste italiane di un francobollo ordinario del valore di € 0,70, appartenente alla serie tematica “Il folclore italiano”, dedicato al Carnevale di Termini Imerese. La messa in circolazione dell'affrancatura è avvenuta il giorno 4 febbraio 2013. L'emissione filatelica è stata pubblicata nella Gazzetta Ufficiale della Repubblica Italiana anno 154° n.1 del 2 gennaio 2013, decreto 4 dicembre 2012. In occasione del centesimo anniversario della morte di Giuseppe Patiri, promotore dell’originaria “Società del Carnovale” e referente ufficiale a Termini Imerese dell’antropologo Giuseppe Pitrè è stato emesso da Poste italiane il giorno 2 dicembre 2017 uno speciale annullo postale.

## Caratteristiche
Il carnevale di Termini Imerese ha in comune con gli altri eventi carnascialeschi siciliani e del resto della penisola la figura maschile, personificazione antropomorfa dello stesso carnevale. In Sicilia, questa figura maschile prende il nome di “Nannu” (nonno). Tale maschera tradizionale subisce l'ultimo martedì di carnevale (il martedì grasso), il rogo, ovverosia la cerimonia di purificazione che rappresenta l'anno vecchio trascorso. Peculiarità esclusiva del carnevale di Termini Imerese è la presenza di una figura femminile, unica in Sicilia, ereditata insieme alla maschera-personaggio del "Nannu", dall'antico carnevale di Palermo, che affianca la personificazione del carnevale e che prende il nome di “Nanna” (nonna), probabilmente simbolo della fertilità e della continuità dopo la morte al rogo del “Nannu”. Il dualismo “Nannu” e “Nanna” del carnevale termitano si materializza nelle maschere originali di cartapesta, realizzate nella seconda metà dell’Ottocento da un appassionato e ignoto creatore di maschere carnevalesche. Le due maschere vengono tuttora usate durante il corteo.